# Snæfellsbær
De gemeente Snæfellsbær ligt in het westen van IJsland in de regio Vesturland op het schiereiland Snæfellsnes. Snæfellsbær heeft 1.722 inwoners (2013). De grootste plaatsen zijn Ólafsvík (1.010 inwoners), Hellissandur en Rif (samen 549 inwoners).
De gemeente ontstond op 11 juni 1994 door de fusie van de stad Ólafsvík (Ólafsvíkurbær) met de drie omliggende gemeenten Staðarsveit, Breiðuvíkurhreppur en Neshreppur.
Akraneskaupstaður · Hvalfjarðarsveit · Skorradalshreppur · Borgarbyggð · Grundarfjarðarbær · Helgafellssveit · Stykkishólmsbær · Eyja- og Miklaholtshreppur · Snæfellsbær · Dalabyggð